# Petra Falk
Petra Falk (* 1949 in Lübeck) ist eine deutsche Malerin.

## Leben und Werk
Petra Falk studierte von 1971 bis 1973 freie Grafik an der Hochschule für Gestaltung in Offenbach am Main. Von 1973 bis 1976 besuchte sie die Staatliche Hochschule für Bildende Künste – Städelschule in Frankfurt am Main. Hier fand sie in den Theorien ihres Professors Raimer Jochims Anregungen für ihre Entwicklung als Malerin. Sie bevorzugte Malerei, Spuren auf Papier und Performances. Anschließend experimentierte Petra Falk zunächst mit ihren alten Arbeiten, die sie zerschnitten und in Streifen andersartig zusammensetzte. „Daraus entwickelte sie von Beginn der 1980er Jahre an ihr konsequentes, intellektuelles und malerisch wohlfundiertes Programm. Sie konzipiert ihre Arbeiten aus mehreren gleich hohen, unterschiedlich breiten Bildelementen …“. 1983 war sie Artist in Residence in der Villa Romana in Florenz. 1984 erhielt sie den Reinhold-Kurth-Kunstpreis (heute 1822-Kunstpreis der Stadtsparkasse Frankfurt), verbunden mit einer Ausstellung im Forum Stadtsparkasse.
1994 gestaltete sie drei monochrome Bildtafeln für den Chorraum der Dreikönigskirche in Frankfurt, die die Dreifaltigkeit symbolisieren: Gott der Vater (Gold für Ewigkeit), Gott der Sohn (erdfarbenes Kupfer für Menschwerdung), Gott der Heilige Geist (Silber vermittelt die Botschaft, dass Gott nicht fassbar ist). Die Frankfurter Dreikönigskirche ist bereits mit drei Gemälden von Max Beckmann in die moderne Kunstgeschichte eingetreten: Der Eiserne Steg, 1922, Mainufer und Kirche, 1925 und Mondlandschaft, 1925, die die Kirche in ihrer städtischen Umgebung darstellen.
Petra Falk lebt und arbeitet in Frankfurt am Main.

## Ausstellungen
- 1976: Städelschüler im Museum Wiesbaden.
- 1977: Atelierausstellung Tücher
- 1983: Neue Kunst in Frankfurt, Frankfurter Kunstverein,
- 1985: Forum, Frankfurt am Main
- 1986: Städtische Kellergalerie, Düsseldorf
- 1988: Hommage an die Musik, Goldhalle des Hessischen Rundfunks
- 1988: Museum gegenstandsfreier Kunst Otterndorf
- 1989: Petra Falk – Bilder, Städtisches Museum Abteiberg.
- 1992: Galerie am Watmarkt (heute PanAmericanArte), Regensburg
- 1994: Bilder im Kreuzgang (ausstellungenmarielieshess-100.pdf) Karmeliterkloster, Frankfurt am Main
- 1994: Bildinstallation im Altarraum[5], Dreikönigskirche, Frankfurt am Main
- 2002: Kunsttreppe, Hospital zum Heiligen Geist, Frankfurt am Main
- 2009: Atelierausstellung – Spiegelkabinett –, Frankfurt am Main

## Kataloge
- Hannelore Kersting: Petra Falk – Bilder. Städtisches Museum Abteiberg, 1989.
- Petra Falk, Istvan Laurer, Rolf Sommer, Bernd Vossmerbäumer. Galerie Loehr, Frankfurt am Main 1980.
- Ingrid Mössinger: Kunst aus Frankfurt. Degussa AG, Frankfurt am Main 1989.
- Eva Atlan (Text): Kunst aus Frankfurt. Die Sammlung der Degussa AG. Degussa AG, Frankfurt am Main 2006, DNB 983055343.
- Klaus Gallwitz (Hrsg.): Zeitgenössische Kunst in der Deutschen Bank Frankfurt. Klett-Cotta, Stuttgart 1987, ISBN 3-608-76234-5, S. 94.